# Воротная башня (Ярославово дворище)
Воротная башня Гостиного двора — трёхэтажное гражданское здание с двумя проездными арками, над средней частью которого возвышается восьмиугольная башня, увенчанная шатром. Расположено к северо-западу от Николо-Дворищенского собора на территории Торга и Ярославова дворища в Великом Новгороде.
Одно время башню, без каких-либо к тому оснований, называли Вечевой. Также это здание считали «гридницей на княжом дворе», выстроенной в 1472 году. Лишь недавно было установлено, что оно в действительности является воротной башней Гостиного двора, возведённого в 1686 году в ходе больших строительных работ, которые велись и в Новгородском кремле, и на территории Торга и Ярославова дворища. Строил её «подмастерье каменных дел» Гурий Вахромеев, по проекту и сметным чертежам «каменных дел подмастерья» Семёна Ефимова. Воротная башня Гостиного двора по своим архитектурным формам повторяла главные ворота Воеводского двора.
Помещения Воротной башни с 1857 года занимало Новгородское приходское (впоследствии — высшее начальное) училище. В настоящее время там находится музейная экспозиция «Христианские древности. Художественный металл XI—XIX вв.»